# Brooklyn Lee

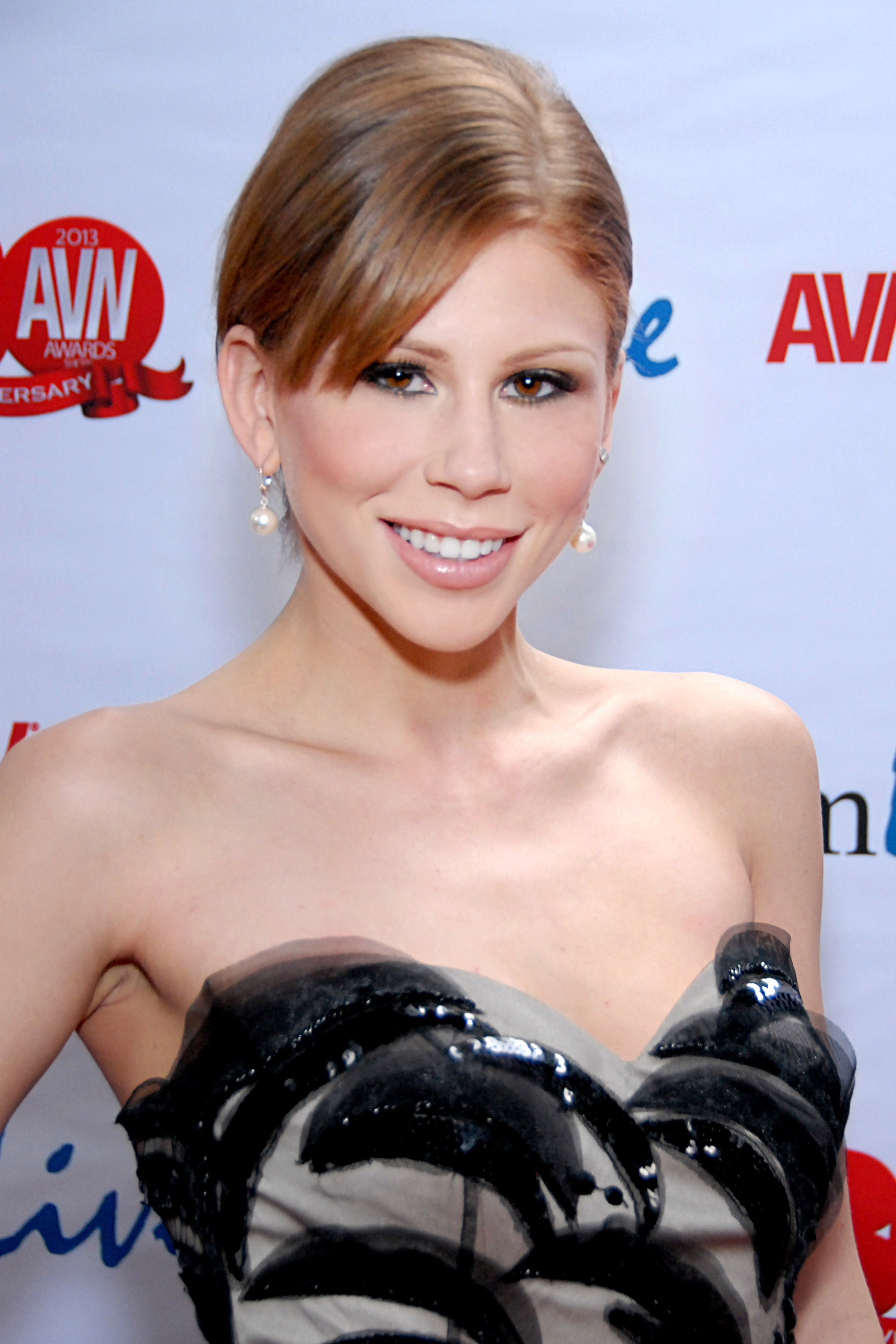
Brooklyn Lee bei den AVN Awards (2013)

Brooklyn Lee (* 1. Juni 1989 als Nina Ramos im Bundesstaat Ohio) ist eine US-amerikanische ehemalige Pornodarstellerin.

## Leben

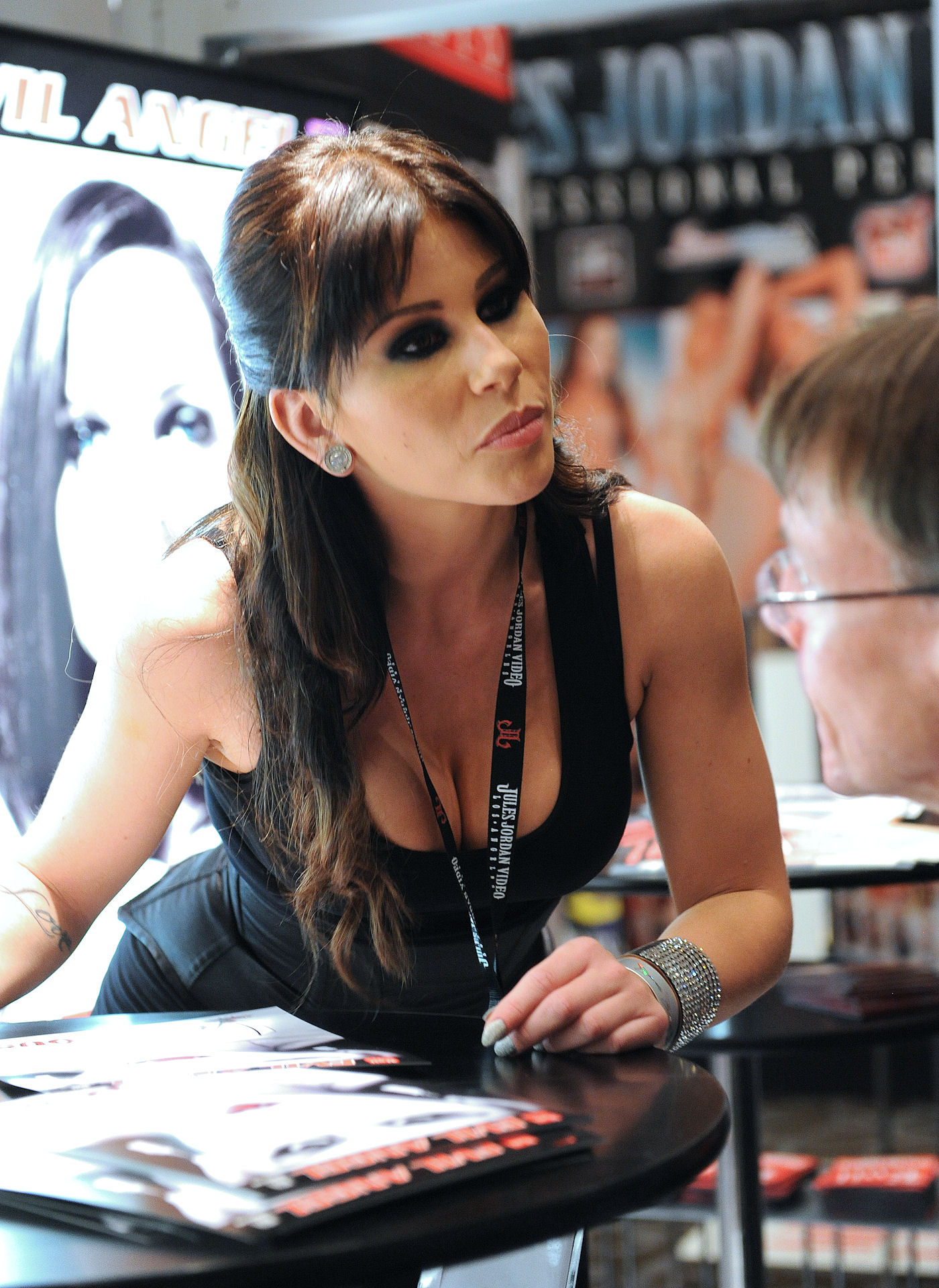
Lee gibt auf der AVN Expo Autogramme (2012)

Ursprünglich aus Ohio stammend, begann Lee im Alter von 18 Jahren als Stripperin in einem Strip-Club in Boston, Massachusetts zu arbeiten. Sie zog von New York City nach Los Angeles, um in der Hardcorebranche Karriere zu machen. Ursprünglich hatte sie einen Vertrag mit der Agentur LA Direct Models als Newcomer im Jahr 2010. Mitglieder der Originalbesetzung von Die Rache der Eierköpfe haben ihre Unterstützung für die Pornoparodie mit dem Titel Official Revenge of the Nerds Parody. Sie unterzeichnete im November 2011 mit Mark Spieglers Agentur Spieglergirls einen Exklusivvertrag. Im Mai 2013 gab sie ihren Rückzug aus der Pornoindustrie bekannt, da sie ihren Fokus von nun an auf ihre Bildung legen wolle und eine feste Beziehung hat. Darauf löschte sie auch all ihre Accounts in sozialen Netzwerken.
Lee spielte 2010 in Pinks Musikvideo zu Raise Your Glass mit drei weiteren LA Direct Models. Sie wurden mit verbundenen Augen gezeigt und gemolken, um eine Flasche zu füllen und ein Kalb zu ernähren. Lee wurde auch gezeigt, wie sie Rosenblüten aus ihrem Mund in die Luft schießt.

## Auszeichnungen
- 2012: AVN Award für Best New Starlet
- 2012: AVN Award für Best All-Girl Group Sex Scene in Cherry 2 (mit Missy Martinez, Zoey Holloway und Diamond Foxxx)
- 2012: AVN Award für Most Outrageous Sex Scene in American Cocksucking Sluts (mit Juelz Ventura)
- 2012: AVN Award für Best Oral Sex Scene in American Cocksucking Sluts (mit Juelz Ventura)
- 2012: AVN Award für Best Sex Scene in a Foreign-Shot Production in Mission Asspossible (mit Ian Scott)
- 2012: XRCO Award für Orgasmic Oralist
- 2012: TLA Raw Award für Best Female Newcomer
- 2013: AVN Award für Best All-Girl Group Sex Scene in Brooklyn Lee: Nymphomaniac (mit Ruth Medina und Samantha Bentley)
- 2013: AVN Award für Most Outrageous Sex Scene in Voracious: The First Season (mit Rocco Siffredi)
- 2013: AVN Award für Best Anal Sex Scene in Oil Overload 7 (mit Manuel Ferrara)
- 2013: AVN Award für Best Three-Way Sex Scene – Girl/Girl/Boy in Asa Akira Is Insatiable 3 (mit Asa Akira und James Deen)
- 2013: AVN Award für Best Foreign Non-Feature Brooklyn Lee: Nymphomaniac
- 2013: XBIZ Award für Female Performer of the Year
- 2013: XRCO Award für Superslut
- 2013: XRCO Award für Orgasmic Oralist[1]

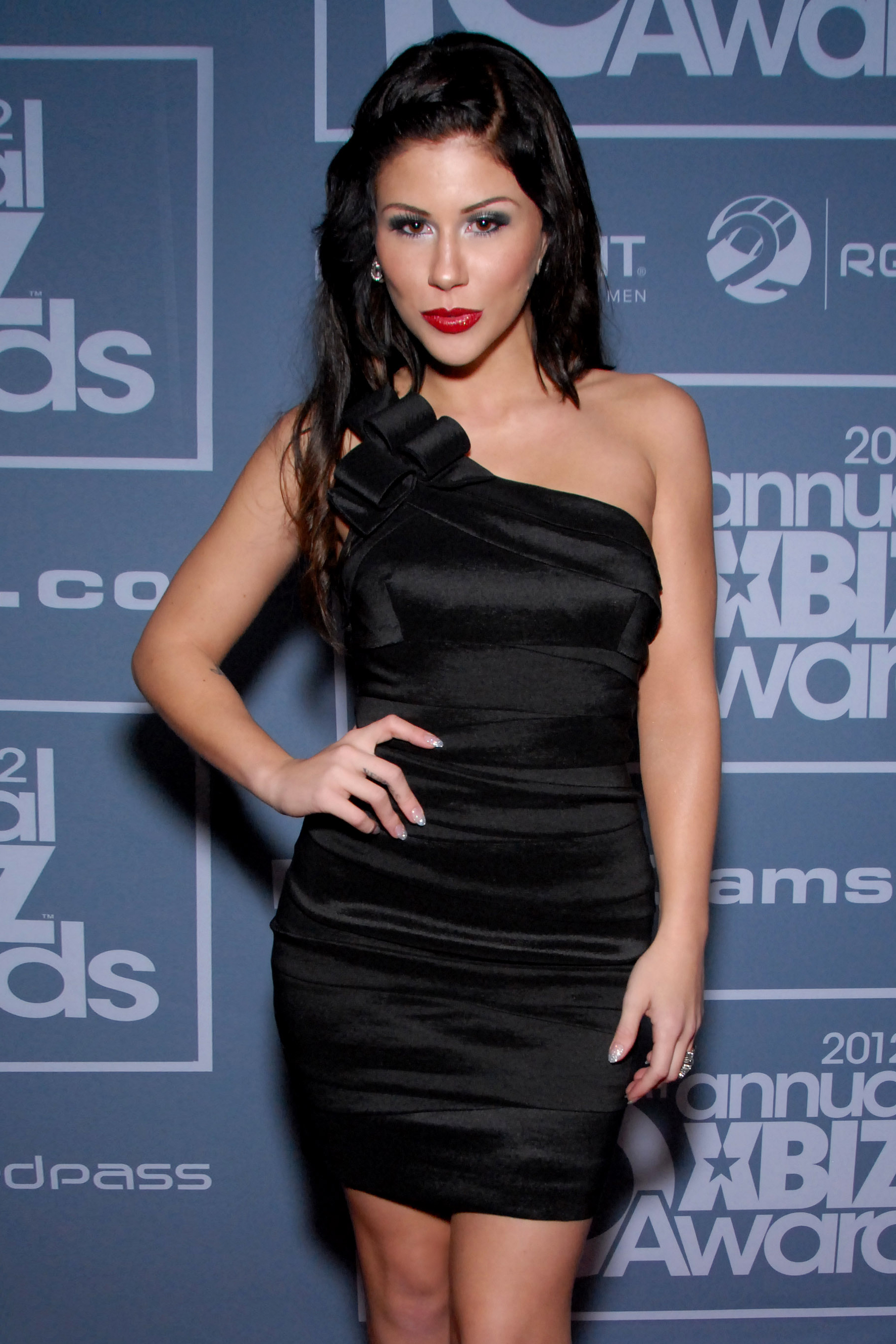
Brooklyn Lee bei den XBIZ Awards (2012)

## Filmografie (Auswahl)
- 2010: Official Friday the 13th Parody
- 2011: Heart Strings
- 2011: Spider-Man XXX: A Porn Parody
- 2011: Official Revenge of the Nerds Parody
- 2011: Mission Asspossible
- 2011: Battle of the Asses 4
- 2011: Suck It Dry 9
- 2011: The Bombshells 3
- 2012: CFNM Secret 7
- 2012: Asa Akira Is Insatiable 3
- 2012: Avengers XXX – A Porn Parody
- 2012: OMG… It’s The Ghost XXX Parody
- 2012: This Ain’t The Expendables XXX
- 2012: Official Hangover Parody
- 2012: Birds of Prey XXX
- 2012: American Cocksucking Sluts 1, 2
- 2012: Big Wet Asses 21
- 2012: Strap Attack 16
- 2012: Oil Overload 7
- 2012: Code of Honor
- 2012: Dallas XXX: A Parody
- 2012: Performers Of The Year 2013
- 2013: Bridesmaids
- 2013: Iron Man XXX: An Axel Braun Parody
- 2013: This Ain’t Die Hard XXX